# مايك رودجر
مايك رودجر (بالإنجليزية: Michael Victor John Rodger)‏ هو مجدف نيوزلندي، ولد في 25 يناير 1965 في كامبريدج في نيوزيلندا.

## وصلات خارجية
- مايك رودجر على موقع الاتحاد الدولي للتجديف (الإنجليزية)
- مايك رودجر على موقع الاتحاد الدولي للتجديف (الإنجليزية)
- مايك رودجر على موقع اللجنة الأولمبية الدولية (الإنجليزية)
- مايك رودجر على موقع أوليمبيديا (الإنجليزية)
- مايك رودجر على موقع اللجنة الأولمبية النيوزيلندية (الإنجليزية)